# Leah Harvey
Leah Harvey Ferguson (Londres, 21 de julio de 1995) es una persona dedicada a la actuación británica. Principalmente se le conoce por su papel de Salvor Hardin, un personaje principal de la serie de ciencia ficción de Apple TV + Foundation.

## Biografía
Leah Harvey creció en Upton Park, un barrio en el municipio de Newham de la región y el condado del Gran Londres (Reino Unido). durante su infancia asistió a la Academia Brampton Manor mientras tomaba clases de danza y teatro en The Deborah Day Theatre School con una beca. En 2016 obtuvo una licenciatura en Artes en la London Academy of Music and Dramatic Art (LAMDA) mientras estudiaba actuó en varias obras de teatro como The Vortex, Hard Feelings, Revenger's Tragedy, Julius Caesar y Small Island. Poco después de graduarse, trabajó en la obra de teatro The Donmar Warehouse's All-Female Shakespeare Trilogy en el King’s Cross theatre en Londres, se trata de una adaptación moderna de tres de las obras de teatro más conocidas de Shakespeare Enrique IV (2018), Julio César (2017) y La tempestad (2018), en este último caso ambientada en una prisión de mujeres y con un elenco completamente femenino.
En la escena teatral, ha interpretado a Hortense en la obra Small Island en el National Theatre en 2019, una adaptación de Helen Edmundson de la novela del mismo título de la novelista británico-jamaicana Andrea Levy, y a Lisa en The Wonderful World of Dissocia en el Theatre Royal Stratford East en 2022.
Su primer papel en la gran pantalla fue en 2008 cuando apenas tenía 14 años en la película Dustbin Baby, posteriormente en 2016, tuvo un pequeño papel como Estelle en la película documental de 2016, On the Road del director Michael Winterbottom, basada en la novela del mismo título de Jack Kerouac. En 2019 interpretó varios papeles secundarios en películas y series de televisión como Fighting with My Family, en la miniserie de la BBC One Los Miserables donde interpreta el papel de Matelote y en la película para televisión Search and Destroy.
Aunque el papel por el que se le conoce principalmente es el de Salvor Hardin en la serie Foundation de Apple TV+ de 2021, que le valió una nominación al BAFTA. Se le eligió para unirse al elenco de la película de la productora estadounidense A24 titulada Tuesday protagonizada por Julia Louis-Dreyfus. La película supone el debut como directora de Daina O. Pusic.
En 2024, apareció en la adaptación televisiva de la novela Un caballero en Moscú de Amor Towles protagonizada por Ewan McGregor, donde da vida al personaje de Marina Samarova.

## Vida personal
Harvey se declara no binaria aunque afirma que no le importa que pronombres use la gente:  «Soy no binaria, pero no grito por eso».

## Filmografía

### Cine
| Año            | Título                                  | Papel    | Notas               | Ref.   |
| -------------- | --------------------------------------- | -------- | ------------------- | ------ |
| 2008           | Dustbin Baby                            | Gina     | Telefilme           | [ 4 ]  |
| 2016           | On the Road                             | Estelle  | Película documental |        |
| 2019           | Fighting with My Family                 | Hannah   |                     |        |
| 2019           | Search and Destroy                      | Jackie   | Telefilme           |        |
| 2021           | An Admin Worker at the End of the World | Chinelle | Cortometraje        |        |
| 2023           | Tuesday                                 | Billie   |                     | [ 14 ] |
| 2024           | The Assessment                          | Holly    |                     | [ 17 ] |
| (Fuente: IMDb) |                                         |          |                     |        |

### Televisión
| Año            | Título                | Papel                | Notas                                       | Ref.   |
| -------------- | --------------------- | -------------------- | ------------------------------------------- | ------ |
| 2017           | Uncle                 | Enfermera            | Episodio: «2:27»                            |        |
| 2019           | Los Miserables        | Matelote             | Miniserie; 2 episodios                      |        |
| 2021-presente  | Fundación             | Salvor Hardin        | Papel principal; 18 episodios               | [ 1 ]  |
| 2024           | Un caballero en Moscú | Marina Samarova      | Miniserie; 8 episodios                      | [ 15 ] |
| 2024           | Sweetpea              | Marina               | Miniserie; 5 episodios                      | [ 18 ] |
| 2024           | Secret Level          | Cassidy Taimak (voz) | Episodio: «Concord: Tale of the Implacable» |        |
| (Fuente: IMDb) |                       |                      |                                             |        |